# Parevia methaemia
Parevia methaemia är en fjärilsart som beskrevs av William Schaus 1905. Parevia methaemia ingår i släktet Parevia och familjen björnspinnare. Inga underarter finns listade i Catalogue of Life.